# Osteopilus
Osteopilus is een geslacht van kikkers uit de familie boomkikkers (Hylidae). De wetenschappelijke naam van het geslacht werd in 1843 voorgesteld door Leopold Fitzinger.
De acht soorten van dit geslacht komen voor in de Caraïben en de Amerikaanse staat Florida. Een van de grootste soorten is de Cubaanse boomkikker (Osteopilus septentrionalis).

## Soorten
- Osteopilus crucialis
- Osteopilus dominicensis
- Osteopilus marianae
- Osteopilus ocellatus
  - = Osteopilus brunneus
- Osteopilus pulchrilineatus
- Osteopilus septentrionalis – Cubaanse boomkikker
- Osteopilus vastus
- Osteopilus wilderi

Aparasphenodon · 
Argenteohyla · 
Corythomantis · 
Dryaderces · 
Itapotihyla · 
Nyctimantis · 
Osteocephalus · 
Osteopilus · 
Phyllodytes · 
Phytotriades · 
Tepuihyla · 
Trachycephalus